# Championnat d'Espagne de football 2020-2021
Navigation
Édition précédente Édition suivante
La saison 2020-2021 est la 90e édition du championnat d'Espagne de football et la cinquième sous l'appellation LaLiga Santander. Elle oppose les vingt meilleurs clubs d'Espagne en une série de trente-huit journées.
Le Real Madrid défend son titre face aux 19 autres équipes dont trois promus de deuxième division.
Six places qualificatives pour les compétitions européennes seront attribuées par le biais du championnat (quatre places directes en Ligue des champions, une place directe en Ligue Europa pour le cinquième ainsi que le vainqueur de la Coupe du Roi. Le sixième est qualifié pour la Ligue Europa Conférence. Les trois derniers du championnat sont relégués en deuxième division.

## Équipes participantes
| \| Alavés Athletic At. Madrid Barcelone Betis Cadix Celta Eibar Elche Getafe Grenade Huesca Levante Osasuna Real Madrid Real Sociedad Séville Valence Villarreal Valladolid \| Localisation des clubs engagés dans le championnat. |
| Alavés Athletic At. Madrid Barcelone Betis Cadix Celta Eibar Elche Getafe Grenade Huesca Levante Osasuna Real Madrid Real Sociedad Séville Valence Villarreal Valladolid                                                           |

### Nombre d'équipes par communauté autonome
| Nombre | Communautés autonomes  | Équipes                                                      |
| ------ | ---------------------- | ------------------------------------------------------------ |
| 4      | Andalousie             | Cadix CF, Grenade CF, Real Betis et Séville FC               |
| 4      | Pays basque            | Deportivo Alavés, Athletic Bilbao, SD Eibar et Real Sociedad |
| 4      | Communauté valencienne | Elche CF, Levante UD, Valence CF et Villarreal CF            |
| 3      | Communauté de Madrid   | Atlético de Madrid, Getafe CF et Real Madrid                 |
| 1      | Aragon                 | SD Huesca                                                    |
| 1      | Castille-et-León       | Real Valladolid                                              |
| 1      | Catalogne              | FC Barcelone                                                 |
| 1      | Galice                 | Celta de Vigo                                                |
| 1      | Navarre                | CA Osasuna                                                   |

### Participants
Un total de vingt équipes participent au championnat, les dix-sept maintenus de la saison précédente, auxquelles s'ajoutent trois promus de deuxième division : SD Huesca, Cadix CF et Elche CF (vainqueur des barrages).
Ces trois clubs remplacent les relégués CD Leganés, RCD Majorque et Espanyol de Barcelone.
Légende des couleurs
- Phase de groupes de la Ligue des champions 2020-2021
- Phase de groupes de la Ligue Europa 2020-2021
- Deuxième tour de qualification de la Ligue Europa 2020-2021
- Promu de LaLiga SmartBank 2019-2020

| Club               | Se maintient depuis | Budget en M€ | Classement 2019-2020 | Entraîneur           | Depuis | Stade                  | Capacité théorique | Nombre de saison en Liga |
| ------------------ | ------------------- | ------------ | -------------------- | -------------------- | ------ | ---------------------- | ------------------ | ------------------------ |
| Real Madrid        | 1929                | 650          | 1er                  | Zinédine Zidane      | 2019   | Alfredo Di Stéfano     | 6 000              | 89                       |
| FC Barcelone       | 1929                | 733          | 2e                   | Ronald Koeman        | 2020   | Camp Nou               | 99 354             | 89                       |
| Atlético de Madrid | 2002                | 400          | 3e                   | Diego Simeone        | 2011   | Wanda Metropolitano    | 68 456             | 83                       |
| Séville FC         | 2001                | 200          | 4e                   | Julen Lopetegui      | 2019   | Ramón Sánchez Pizjuán  | 43 883             | 76                       |
| Villarreal CF      | 2013                | 140          | 5e                   | Unai Emery           | 2020   | La Ceramica            | 24 890             | 20                       |
| Real Sociedad      | 2010                | 112          | 6e                   | Imanol Alguacil      | 2018   | Reale Arena            | 39 500             | 73                       |
| Grenade CF         | 2019                | 65           | 7e                   | Diego Martínez Penas | 2018   | Nuevo Los Cármenes     | 19 336             | 24                       |
| Getafe CF          | 2017                | 70           | 8e                   | José Bordalás        | 2016   | Coliseum Alfonso Pérez | 17 393             | 15                       |
| Valence CF         | 1987                | 120          | 9e                   | Voro (intérim)       | 2021   | Mestalla               | 53 000             | 85                       |
| CA Osasuna         | 2019                | 57           | 10e                  | Jagoba Arrasate      | 2018   | El Sadar               | 23 576             | 38                       |
| Athletic Bilbao    | 1929                | 104          | 11e                  | Marcelino            | 2021   | San Mamés              | 53 289             | 89                       |
| Levante UD         | 2017                | 75           | 12e                  | Paco López           | 2018   | Ciutat de València     | 26 354             | 14                       |
| Real Valladolid    | 2018                | 46           | 13e                  | Sergio González      | 2018   | José Zorrilla          | 28 012             | 44                       |
| SD Eibar           | 2014                | 50           | 14e                  | José Luis Mendilibar | 2015   | Ipurua                 | 8 164              | 6                        |
| Real Betis         | 2015                | 100          | 15e                  | Manuel Pellegrini    | 2020   | Benito Villamarín      | 60 721             | 54                       |
| Deportivo Alavés   | 2016                | 52           | 16e                  | Javier Calleja       | 2021   | Mendizorroza           | 19 840             | 15                       |
| Celta de Vigo      | 2012                | 70           | 17e                  | Eduardo Coudet       | 2020   | Abanca-Balaídos        | 29 000             | 54                       |
| SD Huesca          | 2020                | 60           | 1er (SD)             | Pacheta              | 2021   | El Alcoraz             | 7 638              | 1                        |
| Cadix CF           | 2020                | 45           | 2e (SD)              | Álvaro Cervera       | 2016   | Ramón de Carranza      | 20 724             | 12                       |
| Elche CF           | 2020                | 49           | 6e (SD)              | Fran Escribá         | 2021   | Martínez Valero        | 36 017             | 24                       |

1. 1 2 3  On ne peut pas exactement parler de promotion pour ces clubs puisqu'ils ont directement rejoint la Liga dès 1929, date de création de ce championnat. Depuis cette date, ils n'ont jamais connu de relégation.
2. ↑  En raison de la Pandémie de Covid-19 et des travaux de rénovation du stade Santiago Bernabéu, le Real Madrid joue ses matches au stade Alfredo Di Stéfano.

### Changements d'entraîneur
| Club             | Entraîneur partant | Motif du départ  | Date de départ  | Position   | Entraîneur arrivant | Date d'arrivée   |
| ---------------- | ------------------ | ---------------- | --------------- | ---------- | ------------------- | ---------------- |
| Villarreal CF    | Javier Calleja     | Renvoi           | 20 juillet 2020 | Pré-saison | Unai Emery          | 23 juillet 2020  |
| Deportivo Alavés | Juan Muñiz         | Fin de contrat   | 20 juillet 2020 | Pré-saison | Pablo Machín        | 5 août 2020      |
| Real Betis       | Alexis Trujillo    | Fin de l'intérim | 20 juillet 2020 | Pré-saison | Manuel Pellegrini   | 9 juillet 2020   |
| Valence CF       | Voro               | Fin de l'intérim | 20 juillet 2020 | Pré-saison | Javi Gracia         | 27 juillet 2020  |
| FC Barcelone     | Quique Setién      | Renvoi           | 17 août 2020    | Pré-saison | Ronald Koeman       | 19 août 2020     |
| Elche CF         | Pacheta            | Démission        | 25 août 2020    | Pré-saison | Jorge Almirón       | 26 août 2020     |
| Celta de Vigo    | Óscar              | Renvoi           | 9 novembre 2020 | 17e        | Eduardo Coudet      | 12 novembre 2020 |
| Athletic Bilbao  | Gaizka Garitano    | Renvoi           | 3 janvier 2021  | 9e         | Marcelino           | 3 janvier 2021   |
| SD Huesca        | Míchel             | Renvoi           | 12 janvier 2021 | 20e        | Pacheta             | 12 janvier 2021  |
| Deportivo Alavés | Pablo Machín       | Renvoi           | 12 janvier 2021 | 16e        | Abelardo            | 12 janvier 2021  |
| Elche CF         | Jorge Almirón      | Démission        | 12 février 2021 | 19e        | Fran Escribá        | 14 février 2021  |
| Deportivo Alavés | Abelardo           | Renvoi           | 5 avril 2021    | 20e        | Javier Calleja      | 5 avril 2021     |
| Valence CF       | Javi Gracia        | Renvoi           | 2 mai 2021      | 14e        | Voro                | 3 mai 2021       |

## Compétition

### Classement
Le classement est établi sur le barème de points classique (victoire à 3 points, match nul à 1, défaite à 0).
Pour départager les égalités, on tient d'abord compte des points en confrontations directes, puis de la différence de buts en confrontations directes, puis de la différence de buts générale, puis du nombre de buts marqués et enfin du nombre de points de fair-play.
| Rang | Équipe             | Pts | J  | G  | N  | P  | Bp | Bc | Diff |
| ---- | ------------------ | --- | -- | -- | -- | -- | -- | -- | ---- |
| 1    | Atlético de Madrid | 86  | 38 | 26 | 8  | 4  | 67 | 25 | +42  |
| 2    | Real Madrid T      | 84  | 38 | 25 | 9  | 4  | 67 | 28 | +39  |
| 3    | FC Barcelone C     | 79  | 38 | 24 | 7  | 7  | 85 | 38 | +47  |
| 4    | Séville FC         | 77  | 38 | 24 | 5  | 9  | 53 | 33 | +20  |
| 5    | Real Sociedad      | 62  | 38 | 17 | 11 | 10 | 59 | 38 | +21  |
| 6    | Real Betis         | 61  | 38 | 17 | 10 | 11 | 50 | 50 | 0    |
| 7    | Villarreal CF C3   | 58  | 38 | 15 | 13 | 10 | 60 | 44 | +16  |
| 8    | Celta de Vigo      | 53  | 38 | 14 | 11 | 13 | 55 | 57 | -2   |
| 9    | Grenade CF         | 46  | 38 | 13 | 7  | 18 | 47 | 65 | -18  |
| 10   | Athletic Bilbao S  | 46  | 38 | 11 | 13 | 14 | 46 | 42 | +4   |
| 11   | CA Osasuna         | 44  | 38 | 11 | 11 | 16 | 37 | 48 | -11  |
| 12   | Cadix CF P         | 44  | 38 | 11 | 11 | 16 | 36 | 58 | -22  |
| 13   | Valence CF         | 43  | 38 | 10 | 13 | 15 | 50 | 53 | -3   |
| 14   | Levante UD         | 41  | 38 | 9  | 14 | 15 | 46 | 57 | -11  |
| 15   | Deportivo Alavés   | 38  | 38 | 9  | 11 | 18 | 36 | 57 | -21  |
| 16   | Getafe CF          | 38  | 38 | 9  | 11 | 18 | 28 | 43 | -15  |
| 17   | Elche CF P         | 36  | 38 | 8  | 12 | 18 | 34 | 55 | -21  |
| 18   | SD Huesca P        | 34  | 38 | 7  | 13 | 18 | 34 | 53 | -19  |
| 19   | Real Valladolid    | 31  | 38 | 5  | 16 | 17 | 34 | 57 | -23  |
| 20   | SD Eibar           | 30  | 38 | 6  | 12 | 20 | 29 | 52 | -23  |

Qualifications européennes
Ligue des champions 2021-2022
- 1er, 2e, 3e, 4e et C3 : phase de groupes

Ligue Europa 2021-2022
- 5e et 6e : phase de groupes

Relégation
- 18e, 19e et 20e : relégation en LaLiga SmartBank

Abréviations
- T : Tenant du titre
- C : Vainqueur de la Coupe du Roi 2020-2021
- S : Vainqueur de la Supercoupe d'Espagne 2020-2021
- C3 : Vainqueur de la Ligue Europa 2020-2021
- P : Promus de LaLiga SmartBank

### Domicile et extérieur
| Rang | Équipe             | Pts | J  | G  | N | P  | Bp | Bc | Diff |
| ---- | ------------------ | --- | -- | -- | - | -- | -- | -- | ---- |
| 1    | Atlético de Madrid | 48  | 19 | 15 | 3 | 1  | 41 | 11 | +30  |
| 2    | Séville FC         | 43  | 19 | 14 | 1 | 4  | 27 | 11 | +16  |
| 3    | Real Madrid        | 42  | 19 | 13 | 3 | 3  | 33 | 13 | +20  |
| 4    | FC Barcelone       | 38  | 19 | 11 | 5 | 3  | 44 | 20 | +24  |
| 5    | Real Betis         | 35  | 19 | 10 | 5 | 4  | 27 | 21 | +6   |
| 6    | Real Sociedad      | 33  | 19 | 9  | 6 | 4  | 34 | 21 | +13  |
| 7    | Valence CF         | 31  | 19 | 8  | 7 | 4  | 34 | 23 | +11  |
| 8    | Grenade CF         | 31  | 19 | 9  | 4 | 6  | 25 | 25 | 0    |
| 9    | Athletic Bilbao    | 30  | 19 | 8  | 6 | 5  | 29 | 19 | +10  |
| 10   | Villarreal CF      | 30  | 19 | 8  | 6 | 5  | 29 | 23 | +6   |
| 11   | Celta de Vigo      | 30  | 19 | 9  | 3 | 7  | 30 | 30 | 0    |
| 12   | CA Osasuna         | 26  | 19 | 7  | 5 | 7  | 21 | 23 | -2   |
| 13   | Getafe CF          | 24  | 19 | 6  | 6 | 7  | 15 | 13 | +2   |
| 14   | Levante UD         | 24  | 19 | 5  | 9 | 5  | 27 | 30 | -3   |
| 15   | Deportivo Alavés   | 24  | 19 | 6  | 6 | 7  | 21 | 25 | -4   |
| 16   | Elche CF           | 23  | 19 | 5  | 8 | 6  | 18 | 23 | -5   |
| 17   | SD Huesca          | 22  | 19 | 5  | 7 | 7  | 17 | 21 | -4   |
| 18   | Cadix CF           | 20  | 19 | 5  | 5 | 9  | 17 | 30 | -13  |
| 19   | Real Valladolid    | 16  | 19 | 3  | 7 | 9  | 19 | 30 | -11  |
| 20   | SD Eibar           | 13  | 19 | 2  | 7 | 10 | 12 | 21 | -9   |

| Rang | Équipe             | Pts | J  | G  | N | P  | Bp | Bc | Diff |
| ---- | ------------------ | --- | -- | -- | - | -- | -- | -- | ---- |
| 1    | Real Madrid        | 42  | 19 | 12 | 6 | 1  | 34 | 15 | +19  |
| 2    | FC Barcelone       | 41  | 19 | 13 | 2 | 4  | 41 | 18 | +23  |
| 3    | Atlético de Madrid | 38  | 19 | 11 | 5 | 3  | 26 | 14 | +12  |
| 4    | Séville FC         | 34  | 19 | 10 | 4 | 5  | 26 | 22 | +4   |
| 5    | Real Sociedad      | 29  | 19 | 8  | 5 | 6  | 25 | 17 | +8   |
| 6    | Villarreal CF      | 28  | 19 | 7  | 7 | 5  | 31 | 21 | +10  |
| 7    | Real Betis         | 26  | 19 | 7  | 5 | 7  | 23 | 29 | -6   |
| 8    | Cadix CF           | 24  | 19 | 6  | 6 | 7  | 19 | 28 | -9   |
| 9    | Celta de Vigo      | 23  | 19 | 5  | 8 | 6  | 25 | 27 | -2   |
| 10   | CA Osasuna         | 18  | 19 | 4  | 6 | 9  | 16 | 25 | -9   |
| 11   | Levante UD         | 17  | 19 | 4  | 5 | 10 | 19 | 27 | -8   |
| 12   | SD Eibar           | 17  | 19 | 4  | 5 | 10 | 17 | 31 | -14  |
| 13   | Athletic Bilbao    | 16  | 19 | 3  | 7 | 9  | 17 | 23 | -6   |
| 14   | Real Valladolid    | 15  | 19 | 2  | 9 | 8  | 15 | 27 | -12  |
| 15   | Grenade CF         | 15  | 19 | 4  | 3 | 12 | 22 | 40 | -18  |
| 16   | Deportivo Alavés   | 14  | 19 | 3  | 5 | 11 | 15 | 32 | -17  |
| 17   | Getafe CF          | 14  | 19 | 3  | 5 | 11 | 13 | 30 | -17  |
| 18   | Elche CF           | 13  | 19 | 3  | 4 | 12 | 16 | 32 | -16  |
| 19   | Valence CF         | 12  | 19 | 2  | 6 | 11 | 16 | 30 | -14  |
| 20   | SD Huesca          | 12  | 19 | 2  | 6 | 11 | 17 | 32 | -15  |

### Leader par journée
|     | ——  | ——  | ——  | ——  | ——            | ——            | ——            | ——            | ——            | ——            | ——                 | ——                 | ——                 | ——                 | ——                 | ——                 | ——                 | ——                 | ——                 | ——                 | ——                 | ——                 | ——                 | ——                 | ——                 | ——                 | ——                 | ——                 | ——                 | ——                 | ——                 | ——                 | ——                 | ——                 | ——                 | ——                 | ——                 | —— |  |
| VAL | GRE | BET | GET | RMA | Real Sociedad | Real Sociedad | Real Sociedad | Real Sociedad | Real Sociedad | Real Sociedad | Atlético de Madrid | Atlético de Madrid | Atlético de Madrid | Atlético de Madrid | Atlético de Madrid | Atlético de Madrid | Atlético de Madrid | Atlético de Madrid | Atlético de Madrid | Atlético de Madrid | Atlético de Madrid | Atlético de Madrid | Atlético de Madrid | Atlético de Madrid | Atlético de Madrid | Atlético de Madrid | Atlético de Madrid | Atlético de Madrid | Atlético de Madrid | Atlético de Madrid | Atlético de Madrid | Atlético de Madrid | Atlético de Madrid | Atlético de Madrid | Atlético de Madrid | Atlético de Madrid | Atlético de Madrid |    |  |
|     |     |     |     |     |               |               |               |               |               |               |                    |                    |                    |                    |                    |                    |                    |                    |                    |                    |                    |                    |                    |                    |                    |                    |                    |                    |                    |                    |                    |                    |                    |                    |                    |                    |                    |    |  |
|     |     |     |     |     |               |               |               |               |               |               |                    |                    |                    |                    |                    |                    |                    |                    |                    |                    |                    |                    |                    |                    |                    |                    |                    |                    |                    |                    |                    |                    |                    |                    |                    |                    |                    |    |  |
| 1   | 2   | 3   | 4   | 5   | 6             | 7             | 8             | 9             | 10            | 11            | 12                 | 13                 | 14                 | 15                 | 16                 | 17                 | 18                 | 19                 | 20                 | 21                 | 22                 | 23                 | 24                 | 25                 | 26                 | 27                 | 28                 | 29                 | 30                 | 31                 | 32                 | 33                 | 34                 | 35                 | 36                 | 37                 | 38                 |    |  |

### Dernier par journée
|     | ——  | ——  | ——  | ——  | ——  | ——         | ——         | ——  | ——  | ——     | ——     | ——         | ——         | ——         | ——        | ——        | ——        | ——        | ——        | ——        | ——        | ——        | ——        | ——        | ——        | ——        | ——        | ——  | ——       | ——       | ——       | ——       | ——       | ——       | ——       | ——       | ——       | —— |  |
| CAD | ATH | ELC | ALA | VLL | LEV | Valladolid | Valladolid | HUE | CEL | Huesca | Huesca | CA Osasuna | CA Osasuna | CA Osasuna | SD Huesca | SD Huesca | SD Huesca | SD Huesca | SD Huesca | SD Huesca | SD Huesca | SD Huesca | SD Huesca | SD Huesca | SD Huesca | SD Huesca | SD Huesca | ALA | SD Eibar | SD Eibar | SD Eibar | SD Eibar | SD Eibar | SD Eibar | SD Eibar | SD Eibar | SD Eibar |    |  |
|     |     |     |     |     |     |            |            |     |     |        |        |            |            |            |           |           |           |           |           |           |           |           |           |           |           |           |           |     |          |          |          |          |          |          |          |          |          |    |  |
|     |     |     |     |     |     |            |            |     |     |        |        |            |            |            |           |           |           |           |           |           |           |           |           |           |           |           |           |     |          |          |          |          |          |          |          |          |          |    |  |
| 1   | 2   | 3   | 4   | 5   | 6   | 7          | 8          | 9   | 10  | 11     | 12     | 13         | 14         | 15         | 16        | 17        | 18        | 19        | 20        | 21        | 22        | 23        | 24        | 25        | 26        | 27        | 28        | 29  | 30       | 31       | 32       | 33       | 34       | 35       | 36       | 37       | 38       |    |  |

### Matchs
| Résultats (▼dom., ►ext.)                                   | ALA | ATH | ATM | BAR | BET | CAD | CEL | EIB | ELC | GET | GRE | HUE | LEV | OSA | RMA | RSO | SEV | VAL | VLL | VIL |
| Deportivo Alavés                                           |     | 1-0 | 1-2 | 1-1 | 0-1 | 1-1 | 1-3 | 2-1 | 0-2 | 0-0 | 4-2 | 1-0 | 2-2 | 0-1 | 1-4 | 0-0 | 1-2 | 2-2 | 1-0 | 2-1 |
| Athletic Bilbao                                            | 0-0 |     | 2-1 | 2-3 | 4-0 | 0-1 | 0-2 | 1-1 | 1-0 | 5-1 | 2-1 | 2-1 | 2-0 | 2-2 | 0-1 | 0-1 | 2-1 | 1-1 | 2-2 | 1-1 |
| Atlético de Madrid                                         | 1-0 | 2-1 |     | 1-0 | 2-0 | 4-0 | 2-2 | 5-0 | 3-1 | 1-0 | 6-1 | 2-0 | 0-2 | 2-1 | 1-1 | 2-1 | 2-0 | 3-1 | 2-0 | 0-0 |
| FC Barcelone                                               | 5-1 | 2-1 | 0-0 |     | 5-2 | 1-1 | 1-2 | 1-1 | 3-0 | 5-2 | 1-2 | 4-1 | 1-0 | 4-0 | 1-3 | 2-1 | 1-1 | 2-2 | 1-0 | 4-0 |
| Real Betis                                                 | 3-2 | 0-0 | 1-1 | 2-3 |     | 1-0 | 2-1 | 0-2 | 3-1 | 1-0 | 2-1 | 1-0 | 2-0 | 1-0 | 2-3 | 0-3 | 1-1 | 2-2 | 2-0 | 1-1 |
| Cadix CF                                                   | 3-1 | 0-4 | 2-4 | 2-1 | 0-1 |     | 0-0 | 1-0 | 1-3 | 0-2 | 1-1 | 2-1 | 2-2 | 0-2 | 0-3 | 0-1 | 1-3 | 2-1 | 0-0 | 0-0 |
| Celta de Vigo                                              | 2-0 | 0-0 | 0-2 | 0-3 | 2-3 | 4-0 |     | 1-1 | 3-1 | 1-0 | 3-1 | 2-1 | 2-0 | 2-1 | 1-3 | 1-4 | 3-4 | 2-1 | 1-1 | 0-4 |
| SD Eibar                                                   | 3-0 | 1-2 | 1-2 | 0-1 | 1-1 | 0-2 | 0-0 |     | 0-1 | 0-0 | 2-0 | 1-1 | 0-1 | 0-0 | 1-3 | 0-1 | 0-2 | 0-0 | 1-1 | 1-3 |
| Elche CF                                                   | 0-2 | 2-0 | 0-1 | 0-2 | 1-1 | 1-1 | 1-1 | 1-0 |     | 1-3 | 0-1 | 0-0 | 1-0 | 2-2 | 1-1 | 0-3 | 2-1 | 2-1 | 1-1 | 2-2 |
| Getafe CF                                                  | 0-0 | 1-1 | 0-0 | 1-0 | 3-0 | 0-1 | 1-1 | 0-1 | 1-1 |     | 0-1 | 1-0 | 2-1 | 1-0 | 0-0 | 0-1 | 0-1 | 3-0 | 0-1 | 1-3 |
| Grenade CF                                                 | 2-1 | 2-0 | 1-2 | 0-4 | 2-0 | 0-1 | 0-0 | 4-1 | 2-1 | 0-0 |     | 3-3 | 1-1 | 2-0 | 1-4 | 1-0 | 1-0 | 2-1 | 1-3 | 0-3 |
| SD Huesca                                                  | 1-0 | 1-0 | 0-0 | 0-1 | 0-2 | 0-2 | 3-4 | 1-1 | 3-1 | 0-2 | 3-2 |     | 1-1 | 0-0 | 1-2 | 1-0 | 0-1 | 0-0 | 2-2 | 0-0 |
| Levante UD                                                 | 1-1 | 1-1 | 1-1 | 3-3 | 4-3 | 2-2 | 1-1 | 2-1 | 1-1 | 3-0 | 2-2 | 0-2 |     | 0-1 | 0-2 | 2-1 | 0-1 | 1-0 | 2-2 | 1-5 |
| CA Osasuna                                                 | 1-1 | 1-0 | 1-3 | 0-2 | 0-2 | 3-2 | 2-0 | 2-1 | 2-0 | 0-0 | 3-1 | 1-1 | 1-3 |     | 0-0 | 0-1 | 0-2 | 1-0 | 0-0 | 1-3 |
| Real Madrid                                                | 1-2 | 3-1 | 2-0 | 2-1 | 0-0 | 0-1 | 2-0 | 2-0 | 2-1 | 2-0 | 2-0 | 4-1 | 1-2 | 2-0 |     | 1-1 | 2-2 | 2-0 | 1-0 | 2-1 |
| Real Sociedad                                              | 4-0 | 1-1 | 0-2 | 1-6 | 2-2 | 4-1 | 2-1 | 1-1 | 2-0 | 3-0 | 2-0 | 4-1 | 1-0 | 1-1 | 0-0 |     | 1-2 | 0-1 | 4-1 | 1-1 |
| Séville FC                                                 | 1-0 | 0-1 | 1-0 | 0-2 | 1-0 | 3-0 | 4-2 | 0-1 | 2-0 | 3-0 | 2-1 | 1-0 | 1-0 | 1-0 | 0-1 | 3-2 |     | 1-0 | 1-1 | 2-0 |
| Valence CF                                                 | 1-1 | 2-2 | 0-1 | 2-3 | 0-2 | 1-1 | 2-0 | 4-1 | 1-0 | 2-2 | 2-1 | 1-1 | 4-2 | 1-1 | 4-1 | 2-2 | 0-1 |     | 3-0 | 2-1 |
| Real Valladolid                                            | 0-2 | 2-1 | 1-2 | 0-3 | 1-1 | 1-1 | 1-1 | 1-2 | 2-2 | 2-1 | 1-2 | 1-3 | 1-1 | 3-2 | 0-1 | 1-1 | 1-1 | 0-1 |     | 0-2 |
| Villarreal CF                                              | 3-1 | 1-1 | 0-2 | 1-2 | 1-2 | 2-1 | 2-4 | 2-1 | 0-0 | 1-0 | 2-2 | 1-1 | 2-1 | 1-2 | 1-1 | 1-1 | 4-0 | 2-1 | 2-0 |     |
| - Victoire à domicile - Match nul - Victoire à l'extérieur |     |     |     |     |     |     |     |     |     |     |     |     |     |     |     |     |     |     |     |     |

### Évolution du classement
Le tableau suivant récapitule le classement au terme de chacune des journées définies par le calendrier officiel. Les matchs joués en retard ainsi que ceux avancés sont donc comptabilisés lors de la journée suivant leur tenue.
Le FC Barcelone, lors de sa victoire en Coupe d'Espagne, est déjà qualifié pour une Coupe d'Europe via le championnat espagnol. La place en Ligue Europa réservée au vainqueur de la Coupe d'Espagne est donc reversée au championnat espagnol. La 7e place du championnat d'Espagne est donc « européenne » depuis la 31e journée.
| Journée →   | 1 ,  | 2 ,  | 3    | 4    | 5    | 6    | 7    | 8    | 9    | 10   | 11   | 12   | 13   | 14   | 15   | 16   | 17   | 18   | 19   | 20   | 21   | 22   | 23   | 24   | 25   | 26   | 27   | 28 | 29 | 30 | 31   | 32   | 33 | 34 | 35 | 36 | 37 | 38 | Journées en tête | Journées relégable |
| Équipe      |      |      |      |      |      |      |      |      |      |      |      |      |      |      |      |      |      |      |      |      |      |      |      |      |      |      |      |    |    |    |      |      |    |    |    |    |    |    |                  |                    |
| ----------- | ---- | ---- | ---- | ---- | ---- | ---- | ---- | ---- | ---- | ---- | ---- | ---- | ---- | ---- | ---- | ---- | ---- | ---- | ---- | ---- | ---- | ---- | ---- | ---- | ---- | ---- | ---- | -- | -- | -- | ---- | ---- | -- | -- | -- | -- | -- | -- | ---------------- | ------------------ |
| Alavés      | 17   | 19   | 19   | 20   | 17   | 18   | 15   | 14   | 15   | 15   | 13   | 12   | 15   | 17   | 13   | 13   | 14   | 16   | 17   | 18   | 18   | 16   | 16   | 16   | 18   | 19   | 18   | 19 | 20 | 19 | 16+1 | 16+1 | 16 | 16 | 16 | 15 | 15 | 16 |                  | 12                 |
| Ath. Bilbao | 19   | 20-1 | 14-1 | 15-1 | 19-1 | 14-1 | 16-1 | 11-1 | 14-1 | 8-1  | 9-1  | 14-1 | 13   | 10   | 10   | 12   | 9+1  | 12   | 13-1 | 9-1  | 11-1 | 11-1 | 10-1 | 10-1 | 10-1 | 8-1  | 11   | 9  | 10 | 11 | 10   | 10   | 9  | 9  | 9  | 9  | 9  | 10 |                  | 3                  |
| Atl. Madrid | 11-1 | 14-2 | 9-2  | 12-2 | 12-2 | 8-2  | 5-2  | 4-2  | 3-2  | 2-2  | 2-2  | 1-2  | 1-2  | 1-2  | 1-2  | 1-2  | 1-2  | 1-2  | 1-2  | 1-2  | 1-2  | 1-2  | 1-2  | 1-1  | 1-1  | 1-1  | 1    | 1  | 1  | 1  | 1+1  | 1+1  | 1  | 1  | 1  | 1  | 1  | 1  | 27               |                    |
| Barcelone   | 11-1 | 14-2 | 10-2 | 5-2  | 5-2  | 9-2  | 12-2 | 12-2 | 8-2  | 13-2 | 7-2  | 9-2  | 5-1  | 5-1  | 5-1  | 6-1  | 3    | 3    | 3-1  | 3-1  | 2-1  | 2-1  | 3-1  | 4-1  | 2    | 2    | 2    | 2  | 2  | 3  | 3    | 3    | 3  | 3  | 3  | 3  | 3  | 3  |                  |                    |
| Betis       | 4    | 2    | 1    | 7    | 2    | 7    | 10   | 7    | 7    | 12   | 15   | 8    | 10   | 12   | 9    | 10   | 11   | 10   | 8    | 8    | 7    | 7    | 7    | 7    | 6    | 6    | 6    | 6  | 6  | 6  | 6+1  | 6+1  | 6  | 7  | 6  | 6  | 6  | 6  | 1                |                    |
| Cadix       | 20   | 8    | 15   | 8    | 9    | 5    | 6    | 5    | 6    | 5    | 6    | 5    | 7    | 9    | 11   | 9    | 10   | 9    | 9    | 11   | 13   | 14   | 15   | 14   | 15   | 14   | 14   | 15 | 13 | 12 | 13+1 | 13+1 | 13 | 12 | 11 | 12 | 12 | 12 |                  | 1                  |
| Celta       | 9    | 4    | 4    | 11   | 13   | 17   | 17   | 17   | 17   | 20   | 18   | 16   | 9    | 8    | 8    | 8    | 8    | 8    | 11   | 10   | 10   | 10   | 9    | 11   | 11   | 9    | 10   | 11 | 8  | 10 | 12+1 | 9+1  | 10 | 10 | 8  | 8  | 8  | 8  |                  | 2                  |
| Eibar       | 10   | 11   | 18   | 19   | 14   | 15   | 11   | 15   | 16   | 16   | 12   | 11   | 11   | 14   | 17   | 16   | 12   | 15   | 15   | 15   | 15   | 17   | 17   | 17   | 16   | 18   | 19   | 18 | 19 | 20 | 20+1 | 20+1 | 20 | 20 | 20 | 20 | 20 | 20 |                  | 15                 |
| Elche       | 11-1 | 14-2 | 20-2 | 17-2 | 16-2 | 12-2 | 8-2  | 10-2 | 11-2 | 10-2 | 10-2 | 10-2 | 14-2 | 16-2 | 16-2 | 15-2 | 18-2 | 18-2 | 18-2 | 19-2 | 19-2 | 19-2 | 19-2 | 18-2 | 19-1 | 17-1 | 17-1 | 17 | 17 | 18 | 19+1 | 17+1 | 18 | 19 | 19 | 19 | 18 | 17 |                  | 17                 |
| Getafe      | 11-1 | 7-1  | 7-1  | 1-1  | 7-1  | 4-1  | 9-1  | 8-1  | 10-1 | 11-1 | 11-1 | 15-1 | 16-1 | 11-1 | 12-1 | 14-1 | 16-1 | 13-1 | 10-1 | 13-1 | 12-1 | 13-1 | 14   | 15   | 13   | 15   | 15   | 14 | 15 | 15 | 15+1 | 15+1 | 15 | 15 | 15 | 16 | 16 | 15 | 1                |                    |
| Grenade     | 3    | 1    | 2    | 9-1  | 10-1 | 6-1  | 3-1  | 6-1  | 5-1  | 6-1  | 8-1  | 7-1  | 7-1  | 6-1  | 7-1  | 7-1  | 7-1  | 7-1  | 7    | 7    | 8    | 8    | 8    | 9    | 8    | 10   | 8    | 8  | 9  | 8  | 8    | 8    | 8  | 8  | 10 | 10 | 10 | 9  | 1                |                    |
| Huesca      | 8    | 13   | 17   | 16   | 15   | 16   | 18   | 19   | 20   | 19   | 20   | 20   | 19   | 19   | 19   | 20   | 20   | 20   | 20   | 20   | 20   | 20   | 20   | 20   | 20   | 20   | 20   | 20 | 18 | 16 | 18+1 | 19+1 | 19 | 18 | 18 | 17 | 17 | 18 |                  | 29                 |
| Levante     | 18   | 18-1 | 12-1 | 13-1 | 18-1 | 20-1 | 19-1 | 18-1 | 18-1 | 18-1 | 19-1 | 17-1 | 18-1 | 15-1 | 15-1 | 11-1 | 13-1 | 11-1 | 12-1 | 12-1 | 9-1  | 9-1  | 11-1 | 8    | 9    | 11   | 9    | 10 | 11 | 9  | 11+1 | 12+1 | 12 | 13 | 14 | 13 | 14 | 14 |                  | 10                 |
| Osasuna     | 2    | 6    | 13   | 14-1 | 11-1 | 11-1 | 7-1  | 9-1  | 13-1 | 14-1 | 16-1 | 18-1 | 20-1 | 20-1 | 20-1 | 19-1 | 19-1 | 19-1 | 19   | 17   | 17   | 15   | 12   | 13   | 12   | 13   | 13   | 13 | 14 | 14 | 9+1  | 11+1 | 11 | 11 | 12 | 11 | 11 | 11 |                  | 8                  |
| R. Madrid   | 11-1 | 10-1 | 6-1  | 3-1  | 1-1  | 3-1  | 2-1  | 2-1  | 4-1  | 4-1  | 4-1  | 4-1  | 3    | 2    | 2    | 2    | 2    | 2    | 2-1  | 2-1  | 3-1  | 3-1  | 2    | 2    | 3    | 3    | 3    | 3  | 3  | 2  | 2+1  | 2+1  | 2  | 2  | 2  | 2  | 2  | 2  | 1                |                    |
| R. Sociedad | 5    | 9    | 3    | 10   | 3    | 1    | 1    | 1    | 1    | 1    | 1    | 2    | 2+1  | 3+1  | 3+1  | 3+1  | 4+1  | 5+1  | 6    | 6    | 6    | 6    | 5    | 5    | 5    | 5    | 5    | 5  | 5  | 5  | 5+1  | 5+1  | 5  | 5  | 5  | 5  | 5  | 5  | 6                |                    |
| Séville     | 11-1 | 14-2 | 11-2 | 6-2  | 6-2  | 10-2 | 13-2 | 16-2 | 12-2 | 7-2  | 5-2  | 6-2  | 6-2  | 7-2  | 6-2  | 4-2  | 6-2  | 6-2  | 5-1  | 4-1  | 4-1  | 4-1  | 4-1  | 3-1  | 4-1  | 4-1  | 4-1  | 4  | 4  | 4  | 4+1  | 4+1  | 4  | 4  | 4  | 4  | 4  | 4  |                  |                    |
| Valence     | 1    | 5    | 5    | 2    | 8    | 13   | 14   | 13   | 9    | 9    | 14   | 13   | 12   | 13   | 14   | 17   | 17   | 14   | 14   | 14   | 14   | 12   | 13   | 12   | 14   | 12   | 12   | 12 | 12 | 13 | 14+1 | 14+1 | 14 | 14 | 13 | 14 | 13 | 13 | 1                |                    |
| Valladolid  | 7    | 12   | 16   | 18   | 20   | 19   | 20   | 20   | 19   | 17   | 17   | 19   | 17   | 18   | 18   | 18   | 15   | 17   | 16   | 16   | 16   | 18   | 18   | 19   | 17   | 16   | 16   | 16 | 16 | 17 | 17   | 18   | 17 | 17 | 17 | 18 | 19 | 19 |                  | 17                 |
| Villarreal  | 6    | 3    | 8    | 4    | 4    | 2    | 4    | 3    | 2    | 3    | 3    | 3    | 4    | 4    | 4    | 5    | 5    | 4    | 4    | 5    | 5    | 5    | 6    | 6    | 7    | 7    | 7    | 7  | 7  | 7  | 7+1  | 7+1  | 7  | 6  | 7  | 7  | 7  | 7  |                  |                    |

À l'issue de deux journées, plusieurs équipes étaient classées ex æquo selon tous les points du règlement :
1. ↑  Atlético, Barcelone, Elche, Getafe, R. Madrid et Séville n'ayant pas pu jouer leur premier match, ils sont tous les six ex æquo et classés à la 11e place après la 1re journée.
2. ↑  Atlético, Barcelone, Elche et Séville n'ayant pas pu jouer leur 2 premiers matches, ils sont tous les quatre ex æquo et classés à la 14e place après la 2e journée.

En exposant rouge, le nombre de matches de retard pour les équipes concernées :
1. 1 2  Atlético de Madrid-Séville FC, Real Madrid-Getafe CF et FC Barcelone-Elche CF, matches comptant pour la 1re journée sont reportés en raison du match du huitième de finale retour du Real Madrid en Ligue des champions 2019-2020 disputé en août, des qualifications de l'Atlético de Madrid et du FC Barcelone pour le Final 8 de la Ligue des champions 2019-2020, de Séville FC pour le Final 8 de la Ligue Europa 2019-2020, d'Elche CF pour les barrages de promotion en Liga et du match du huitième de finale de Getafe CF en Ligue Europa 2019-2020 disputé en août. Les matches se jouent respectivement le 12 janvier 2021, entre les 18e et 19e journées, le 17 février 2021, entre les 23e et 24e journées, et le 24 février 2021, entre les 24e et 25e journées.
Athletic Bilbao-FC Barcelone, Levante UD-Atlético de Madrid et Séville FC-Elche CF, matches comptant pour la 2e journée sont reportés pour les mêmes raisons. Les matches se jouent respectivement le 6 janvier 2021, entre les 17e et 18e journées, le 16 février 2021, entre les 23e et 24e journées, et le 17 mars 2021, entre les 27e et 28e journées.
2. ↑  Grenade CF-CA Osasuna, match comptant pour la 4e journée est reporté en raison de la participation du Grenade CF aux barrages de la Ligue Europa 2020-2021, qui se dispute en même temps que la 4e journée de championnat. Le match se joue le 12 janvier 2021, entre les 18e et 19e journées.
3. ↑  Atlético de Madrid-Athletic Bilbao, match comptant pour la 18e journée, est reporté en raison des chutes de neige à Madrid. Le match est joué le 10 mars 2021, entre les 26e et 27e journées[26].

En exposant vert, le nombre de matches d'avance pour les équipes concernées :
1. ↑  Les matchs Real Madrid-Athletic Bilbao et FC Barcelone-Real Sociedad, comptant pour la 19e journée, sont avancés entre les 13e et 14e journées en raison de la participation de ces 4 mêmes équipes à la Supercoupe d'Espagne.
2. ↑  Tous les matches de la 33e journée, à l'exception d'Athletic Bilbao-Real Valladolid et FC Barcelone-Grenade CF, sont avancés entre les 30e et 31e journées, en raison de la finale de la Coupe d'Espagne[27].

### Résultats par match
| Journée ╱ Équipe | 1 | 2 | 3 | 4 | 5 | 6 | 7 | 8 | 9 | 10 | 11 | 12 | 13 | 14 | 15 | 16 | 17 | 18 | 19 | 20 | 21 | 22 | 23 | 24 | 25 | 26 | 27 | 28 | 29 | 30 | 31 | 32 | 33 | 34 | 35 | 36 | 37 | 38 |
| ---------------- | - | - | - | - | - | - | - | - | - | -- | -- | -- | -- | -- | -- | -- | -- | -- | -- | -- | -- | -- | -- | -- | -- | -- | -- | -- | -- | -- | -- | -- | -- | -- | -- | -- | -- | -- |
| Alavés           | D | D | N | D | V | D | V | N | N | N  | V  | N  | D  | D  | V  | N  | D  | D  | D  | D  | N  | V  | D  | D  | D  | D  | N  | D  | D  | N  | V  | N  | V  | D  | N  | V  | V  | D  |
| Ath. Bilbao      | D | D | V | D | D | V | D | V | D | V  | N  | D  | N  | V  | N  | D  | V  | D  | D  | V  | D  | N  | V  | N  | N  | V  | N  | N  | N  | N  | N  | V  | N  | V  | N  | D  | D  | D  |
| At. Madrid       | V | N | V | N | N | V | V | V | V | V  | V  | V  | D  | V  | V  | V  | V  | V  | V  | V  | V  | N  | V  | D  | V  | N  | N  | V  | D  | N  | V  | D  | V  | V  | N  | V  | V  | V  |
| Barcelone        | V | V | V | V | N | D | D | N | V | D  | V  | D  | V  | N  | V  | N  | V  | V  | V  | V  | V  | V  | V  | N  | V  | V  | V  | V  | V  | D  | V  | V  | D  | V  | N  | N  | D  | V  |
| Betis            | V | V | D | D | V | D | D | V | D | D  | D  | V  | N  | D  | V  | D  | N  | V  | V  | N  | V  | D  | V  | V  | V  | V  | D  | V  | N  | N  | N  | N  | N  | N  | V  | N  | V  | V  |
| Cadix            | D | V | D | V | N | V | N | V | D | D  | N  | V  | D  | D  | D  | N  | N  | V  | N  | D  | D  | D  | D  | N  | D  | V  | N  | D  | V  | V  | D  | N  | N  | V  | V  | D  | D  | N  |
| Celta            | N | V | N | D | D | D | N | D | N | D  | V  | V  | V  | V  | N  | V  | D  | D  | D  | N  | N  | N  | V  | D  | N  | V  | N  | D  | V  | D  | D  | V  | N  | V  | V  | V  | V  | D  |
| Eibar            | N | D | D | D | V | N | V | D | N | N  | V  | N  | N  | D  | D  | N  | V  | D  | D  | N  | D  | D  | N  | D  | N  | D  | D  | N  | D  | D  | D  | D  | D  | V  | V  | N  | D  | D  |
| Elche            | D | D | D | V | N | V | V | D | N | N  | N  | N  | D  | D  | N  | N  | D  | D  | N  | D  | D  | N  | D  | V  | D  | V  | D  | N  | N  | D  | N  | V  | D  | D  | D  | D  | V  | V  |
| Getafe           | D | V | N | V | D | V | D | N | D | N  | N  | D  | D  | V  | N  | D  | D  | V  | V  | D  | N  | D  | D  | D  | V  | D  | N  | N  | N  | D  | D  | V  | N  | D  | D  | D  | V  | N  |
| Grenade          | V | V | D | V | N | V | V | N | D | D  | D  | N  | V  | V  | D  | V  | D  | D  | N  | D  | N  | N  | D  | D  | V  | D  | V  | D  | D  | V  | V  | D  | V  | D  | D  | D  | D  | N  |
| Huesca           | N | D | N | N | N | N | D | D | N | N  | D  | N  | V  | D  | N  | D  | D  | D  | D  | N  | V  | D  | D  | V  | N  | D  | D  | N  | V  | V  | D  | D  | D  | V  | D  | V  | D  | N  |
| Levante          | D | N | V | D | D | D | N | N | N | N  | N  | V  | D  | V  | N  | V  | D  | V  | N  | N  | V  | N  | D  | V  | N  | D  | V  | D  | D  | V  | D  | D  | D  | D  | N  | N  | D  | N  |
| Osasuna          | V | D | D | D | V | N | V | D | D | N  | D  | D  | D  | D  | N  | N  | N  | N  | N  | V  | D  | V  | V  | D  | V  | D  | N  | N  | N  | V  | V  | D  | V  | D  | N  | V  | D  | D  |
| R. Madrid        | V | N | V | V | V | D | V | V | D | N  | D  | V  | V  | V  | V  | N  | V  | N  | V  | V  | D  | V  | V  | V  | N  | N  | V  | V  | V  | V  | V  | N  | N  | V  | N  | V  | V  | V  |
| R. Sociedad      | N | N | V | D | V | V | V | V | V | V  | N  | N  | N  | D  | D  | V  | N  | D  | D  | N  | N  | V  | V  | V  | N  | V  | D  | D  | N  | N  | V  | V  | D  | D  | V  | D  | V  | V  |
| Séville          | D | V | V | V | N | D | D | D | V | V  | V  | D  | V  | N  | V  | V  | N  | V  | V  | V  | V  | V  | V  | V  | D  | D  | V  | N  | V  | V  | V  | V  | V  | D  | N  | V  | D  | V  |
| Valence          | V | D | N | V | D | D | D | N | V | N  | D  | N  | N  | N  | D  | D  | N  | V  | N  | D  | V  | N  | D  | V  | D  | V  | D  | V  | D  | N  | D  | N  | N  | D  | V  | D  | V  | N  |
| Valladolid       | N | D | N | D | D | N | D | D | V | V  | N  | D  | V  | N  | D  | N  | V  | D  | N  | N  | D  | D  | N  | D  | N  | V  | N  | N  | D  | D  | N  | N  | N  | N  | D  | D  | D  | D  |
| Villarreal       | N | V | D | V | N | V | N | V | V | N  | N  | N  | N  | V  | N  | D  | V  | V  | N  | N  | N  | N  | D  | N  | D  | D  | V  | V  | V  | D  | D  | D  | V  | V  | D  | V  | V  | D  |

## Statistiques et classements

### Meilleurs buteurs
Mise à jour : 5 mai 2021
| Rang | Joueur            | Club               | Buts | Pen. | MJ | Ratio | Min.  | Min/buts |
| ---- | ----------------- | ------------------ | ---- | ---- | -- | ----- | ----- | -------- |
| 1    | Lionel Messi      | FC Barcelone       | 30   | 3    | 35 | 0,86  | 3 023 | 100,77   |
| 2    | Gerard Moreno     | Villarreal         | 23   | 10   | 33 | 0,69  | 2 682 | 116,61   |
| 3    | Karim Benzema     | Real Madrid        | 23   | 1    | 34 | 0,68  | 2 902 | 126,17   |
| 4    | Luis Suárez       | Atlético de Madrid | 21   | 3    | 32 | 0,66  | 2 521 | 120,05   |
| 5    | Youssef En-Nesyri | Séville FC         | 18   | 0    | 37 | 0,49  | 2 222 | 123,44   |

| Source : Classement des buteurs sur WhoScored et Footmercato |

### Meilleurs passeurs
Mise à jour : 26 mars 2021
| Rang | Joueur           | Club               | Passes | MJ | Min.  |
| ---- | ---------------- | ------------------ | ------ | -- | ----- |
| 1    | Iago Aspas       | Celta de Vigo      | 13     | 33 | 2 810 |
| 2    | Marcos Llorente  | Atlético de Madrid | 11     | 37 | 2 960 |
| 3    | Toni Kroos       | Real Madrid        | 10     | 28 | 2 121 |
| 4    | Yannick Carrasco | Atlético de Madrid | 10     | 30 | 2 186 |

| Source : Classement des passeurs sur WhoScored et Soccerway |

### Meilleurs gardiens
Le Trophée Zamora est décerné au gardien de but dont le ratio buts encaissés par match joué est le plus faible.
| Pos | Joueur                | Club               | Buts | Matchs | Ratio |
| --- | --------------------- | ------------------ | ---- | ------ | ----- |
| 1   | Jan Oblak             | Atlético de Madrid | 25   | 38     | 0,66  |
| 2   | Thibaut Courtois      | Real Madrid        | 28   | 38     | 0,74  |
| 3   | Yassine Bono          | Séville FC         | 28   | 33     | 0,85  |
| 4   | Alex Remiro           | Real Sociedad      | 38   | 38     | 1     |
| 5   | Marc-André Ter Stegen | FC Barcelone       | 32   | 31     | 1,03  |

### Buts marqués par journée
Ce graphique représente le nombre de buts marqués lors de chaque journée.

### Autres statistiques
- Premier but de la saison :  Yangel Herrera pour le Grenade CF contre l'Athletic Bilbao (2-0), le 12 septembre 2020 (1re journée).
- Premier but contre son camp :  Emerson   48e (csc) (Real Betis), pour le Real Madrid (2-3), le 26 septembre 2020 (3e journée).
- Premier penalty :
  - Transformé :  Gerard Moreno   68e (pen.) pour le Villarreal CF contre la SD Huesca (1-1), le 13 septembre 2020 (1re journée).
  - Raté :  Saúl  16e pour l'Atlético de Madrid contre le Grenade CF (6-1), le 27 septembre 2020 (3e journée).
- Premier doublé :  José Luis Morales   1re (1-0) et   36e (2-1) pour le Levante UD contre le Valence CF (4-2), le 13 septembre 2020 (1re journée).
- Premier triplé :  Carlos Soler   35e (pen.) (1-1),   54e (pen.) (3-1) et   63e (pen.) (4-1) pour le Valence CF contre le Real Madrid (4-1), le 8 novembre 2020 (9e journée).
- But le plus rapide d'une rencontre :  José Luis Morales   35e seconde pour le Levante UD contre le Valence CF (4-2), le 13 septembre 2020 (1re journée).
- But le plus tardif d'une rencontre :  Carlos Soler   90+9e et 32 secondes pour le Valence CF contre le Getafe CF (2-2), le 1er novembre 2020 (8e journée).
- Premier carton jaune :  Pedro Bigas (SD Eibar)  13e contre le Celta de Vigo (0-0), le 12 septembre 2020 (1re journée).
- Premier carton rouge :  Pape Diop  (SD Eibar)    84e,  87e contre le Celta de Vigo (0-0), le 12 septembre 2020 (1re journée).
- Match(es) le(s) plus violent(s) : 13 cartons jaunes et 2 cartons rouges
  -  Hugo Guillamón (Valence CF)  32e,  Gabriel Paulista (Valence CF)  41e,  Thierry Correia (Valence CF)    48e,  56e,  Maxi Gómez (Valence CF)  61e,  Yunus Musah (Valence CF)  69e,  Mauro Arambarri (Getafe CF)  72e,  Denis Cheryshev (Valence CF)  76e,  Daniel Wass (Valence CF)  82e,  Damián Suárez (Getafe CF)    90e,  90+8e,  Djené Dakonam (Getafe CF)  90+6e et  Jaime Mata (Getafe CF)  90+9e, lors du match Valence CF – Getafe CF (2-2), le 1er novembre 2020 (8e journée).
- Champion d'automne : Atlético de Madrid
- Champion : Atlético de Madrid
- Meilleure attaque : FC Barcelone (85 buts marqués).
- Pire attaque : Getafe CF (28 buts marqués).
- Meilleure défense : Atlético de Madrid (25 buts encaissés).
- Pire défense : Grenade CF (65 buts encaissés).
- Meilleure différence de buts : FC Barcelone (+48)
- Pire différence de buts : Real Valladolid (-23)
- Journée de championnat la plus riche en buts : 37e journée (35 buts).
- Journée de championnat la plus pauvre en buts : 4e, 5e et 27e journée (17 buts).
- Plus large victoire à domicile : 5 buts d'écart
  - Atlético de Madrid – Grenade CF (6-1), le 27 septembre 2020 (3e journée).
  - Atlético de Madrid – SD Eibar (5-0), le 18 avril 2021 (33e journée).
- Plus large victoire à l'extérieur : 5 buts d'écart
  - Real Sociedad – FC Barcelone (1-6), le 21 mars 2021 (28e journée).
- Plus grand nombre de buts dans une rencontre : 7 buts
  - Atlético de Madrid – Grenade CF (6-1), le 27 septembre 2020 (3e journée).
  - FC Barcelone – Real Betis (5-2), le 7 novembre 2020 (9e journée).
  - Levante UD – Real Betis (4-3), le 29 décembre 2020 (16e journée).
  - SD Huesca – Celta de Vigo (3-4), le 7 mars 2021 (26e journée).
  - Real Sociedad – FC Barcelone (1-6), le 21 mars 2021 (28e journée).
  - Celta de Vigo – Séville FC (3-4), le 12 avril 2021 (30e journée).
  - FC Barcelone – Getafe CF (5-2), le 22 avril 2021 (31e journée).
- Plus grand nombre de buts en une mi-temps :
  - en 1re mi-temps :
  - en 2e mi-temps :
- Plus grand nombre de buts dans une rencontre par un joueur : 3 buts
  -  Carlos Soler   35e (pen.) (1-1),   54e (pen.) (3-1) et   63e (pen.) (4-1) pour le Valence CF contre le Real Madrid (4-1), le 8 novembre 2020 (9e journée).
  -  Youssef En-Nesyri   4e (1-0),   7e (2-1) et   46e (3-2) pour le Séville FC contre la Real Sociedad (3-2), le 9 janvier 2021 (18e journée).
  -  Youssef En-Nesyri   35e (1-0),   39e (2-0) et   62e (3-0) pour le Séville FC contre le Cádiz CF (3-0), le 23 janvier 2021 (20e journée).
  -  Rafa Mir   37e (1-0),   50e (2-0) et   57e (3-0) pour la SD Huesca contre la Real Sociedad (3-1), le 29 janvier 2021 (21e journée).
  -  Alexander Isak   41e (1-0),   49e (2-0) et   62e (3-0) pour la Real Sociedad contre le Deportivo Alavés (4-0), le 21 février 2021 (24e journée).
  -  Gerard Moreno   9e (pen.) (1-0),   18e (2-0) et   60e (pen.) (3-0) pour le Villarreal CF contre le Grenade CF (3-0), le 3 avril 2021 (29e journée).
  -  Kike   3e (1-0),   50e (2-0) et   59e (3-0) pour la SD Eibar contre le Deportivo Alavés (3-0), le 1er mai 2021 (34e journée).
  -  Carlos Bacca   34e (1-0),   47e (2-0) et   79e (4-0) pour le Villarreal CF contre le Séville FC (4-0), le 16 mai 2021 (37e journée).

## Récompenses de la saison

### Prix de la saison
| Catégorie        | Joueur        | Club            |
| ---------------- | ------------- | --------------- |
| MVP              | Jan Oblak     | Atlético Madrid |
| Pichichi         | Lionel Messi  | FC Barcelone    |
| Trophée Zarra    | Gerard Moreno | Villarreal CF   |
| Meilleur gardien | Jan Oblak     | Atlético Madrid |
| Meilleur coach   | Diego Simeone | Atlético Madrid |
| Golazo Santander | Nabil Fekir   | Real Betis      |

### Onze idéal de la Liga 2020-21
| Onze idéal       | Onze idéal                         | Onze idéal                                               | Onze idéal                               |
| Gardien          | Défenseurs                         | Milieux                                                  | Attaquants                               |
| ---------------- | ---------------------------------- | -------------------------------------------------------- | ---------------------------------------- |
| Thibaut Courtois | Jules Koundé Jordi Alba Javi Galán | Frenkie de Jong Marcos Llorente Luka Modrić Carlos Soler | Karim Benzema Gerard Moreno Lionel Messi |

### Récompenses mensuelles
Les Prix LFP sont des récompenses officielles mensuelles décernées par la LFP aux meilleur joueur du mois en LaLiga Santander.
| Mois      | Joueur du mois    | Joueur du mois  | Réf.   |
| Mois      | Joueur            | Club            | Réf.   |
| --------- | ----------------- | --------------- | ------ |
| Septembre | Ansu Fati         | FC Barcelone    | [ 30 ] |
| Octobre   | Mikel Oyarzabal   | Real Sociedad   | [ 31 ] |
| Novembre  | João Félix        | Atlético Madrid | [ 32 ] |
| Décembre  | Iago Aspas        | Celta de Vigo   | [ 33 ] |
| Janvier   | Youssef En-Nesyri | Séville FC      | [ 34 ] |
| Février   | Lionel Messi      | FC Barcelone    | ,      |
| Mars      | Karim Benzema     | Real Madrid     | [ 37 ] |
| Avril     | Fernando          | Séville FC      | [ 38 ] |
| Mai       | Jan Oblak         | Atlético Madrid | [ 39 ] |

## Bilan de la saison
| Championnat d'Espagne de football 2020-2021    |                                |
| Champion                                       | Atlético de Madrid (11e titre) |
| Dauphin                                        | Real Madrid                    |
| Coupes et trophées                             |                                |
| Vainqueur de la Coupe d'Espagne 2020-2021      | FC Barcelone                   |
| Vainqueur de la Supercoupe d'Espagne 2020-2021 | Athletic Bilbao                |
| Qualifications continentales                   |                                |
| Ligue des champions 2021-2022                  | Atlético de Madrid             |
| Ligue des champions 2021-2022                  | Real Madrid                    |
| Ligue des champions 2021-2022                  | FC Barcelone                   |
| Ligue des champions 2021-2022                  | Séville FC                     |
| Ligue des champions 2021-2022                  | Villarreal CF                  |
| Ligue Europa 2021-2022                         | Real Sociedad                  |
| Ligue Europa 2021-2022                         | Real Betis                     |
| Ligue Europa Conférence 2021-2022              | aucun                          |
| Promotions et relégations                      |                                |
| Promus en LaLiga Santander                     | Espanyol de Barcelone          |
| Promus en LaLiga Santander                     | RCD Majorque                   |
| Promus en LaLiga Santander                     | Rayo Vallecano                 |
| Relégués en LaLiga SmartBank                   | SD Huesca                      |
| Relégués en LaLiga SmartBank                   | Real Valladolid                |
| Relégués en LaLiga SmartBank                   | SD Eibar                       |

## Parcours en coupes d'Europe
Le parcours des clubs espagnols en coupes d'Europe est important puisqu'il détermine le coefficient UEFA, et donc le nombre de clubs espagnols présents en coupes d'Europe les années suivantes.

### Parcours européens des clubs
| Club               | Compétition          | Résultat            | Ultime(s) adversaire(s) |
| ------------------ | -------------------- | ------------------- | ----------------------- |
| Real Madrid        | Ligue des champions  | Demi-finales        | Chelsea FC              |
| FC Barcelone       | Ligue des champions  | Huitièmes de finale | Paris Saint-Germain     |
| Atlético de Madrid | Ligue des champions  | Huitièmes de finale | Chelsea FC              |
| Séville FC         | Ligue des champions  | Huitièmes de finale | Borussia Dortmund       |
| Villarreal CF      | Ligue Europa         | Vainqueur           | Manchester United       |
| Real Sociedad      | Ligue Europa         | Seizièmes de finale | Manchester United       |
| Grenade CF         | Ligue Europa         | Quarts de finale    | Manchester United       |
| Séville FC         | Supercoupe de l'UEFA | Finaliste           | Bayern Munich           |

### Coefficient UEFA du championnat espagnol
Le classement UEFA de la fin de saison 2020-2021 permet d'établir la répartition et le nombre d'équipes pour les coupes d'Europe de la saison 2022-2023.
| Rang 2021 | Rang 2020 | Évolution | Ligue      | 2016-2017 | 2017-2018 | 2018-2019 | 2019-2020 | 2020-2021 | Coefficient | Places en Ligue des champions | Places en Ligue des champions | Places en Ligue des champions | Places en Ligue des champions | Places en Ligue des champions | Places en Ligue des champions | Places en Ligue Europa | Places en Ligue Europa | Places en Ligue Europa | Places en Ligue Europa Conférence | Places en Ligue Europa Conférence | Places en Ligue Europa Conférence | Places en Ligue Europa Conférence | Places en Ligue Europa Conférence |
| Rang 2021 | Rang 2020 | Évolution | Ligue      | 2016-2017 | 2017-2018 | 2018-2019 | 2019-2020 | 2020-2021 | Coefficient | PG                            | TB                            | T3                            | T2                            | T1                            | TP                            | PG                     | TB                     | T3                     | PG                                | TB                                | T3                                | T2                                | T1                                |
| --------- | --------- | --------- | ---------- | --------- | --------- | --------- | --------- | --------- | ----------- | ----------------------------- | ----------------------------- | ----------------------------- | ----------------------------- | ----------------------------- | ----------------------------- | ---------------------- | ---------------------- | ---------------------- | --------------------------------- | --------------------------------- | --------------------------------- | --------------------------------- | --------------------------------- |
| 1         | 2         | +1        | Angleterre | 14,928    | 20,071    | 22,642    | 18,571    | 24,357    | 100,569     | 4                             | -                             | -                             | -                             | -                             | -                             | 2                      | -                      | -                      | -                                 | 1                                 | -                                 | -                                 | -                                 |
| 2         | 1         | -1        | Espagne    | 20,142    | 19,714    | 19,571    | 18,928    | 19,500    | 97,855      | 4                             | -                             | -                             | -                             | -                             | -                             | 2                      | -                      | -                      | -                                 | 1                                 | -                                 | -                                 | -                                 |
| 3         | 4         | +1        | Italie     | 14,250    | 17,333    | 12,642    | 14,928    | 16,285    | 75,438      | 4                             | -                             | -                             | -                             | -                             | -                             | 2                      | -                      | -                      | -                                 | 1                                 | -                                 | -                                 | -                                 |
| 4         | 3         | -1        | Allemagne  | 14,571    | 9,857     | 15,214    | 18,714    | 15,214    | 73,570      | 4                             | -                             | -                             | -                             | -                             | -                             | 2                      | -                      | -                      | -                                 | 1                                 | -                                 | -                                 | -                                 |